# ليدي ماكليود (سفينة)
كانت "ليدي ماكليود" باخرة مجدافية وبريدًا محليًا خاصًا. أبحرت السفينة بانتظام بين مَدِينَةَ بُور إِسْبَانِيَا وسان فرناندو، في جزيرة ترينيداد، التابعة حاليًا لترينيداد وتوباغو، من أواخر عام 1845 حتى عام 1854. بدأ البريد المحلي الخاص بالعمل في نفس الفترة، مستخدمًا طوابع بريدية على بريدهِ ابتداءً من أبريل 1847.

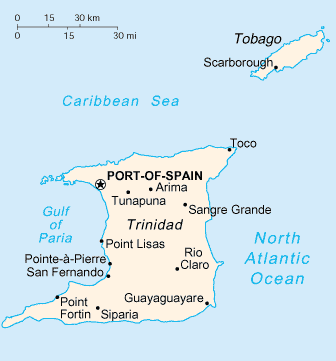
خريطة ترينيداد: تقع المدينتان اللتان يربطهما نهر ليدي ماكليود في الجزء الغربي من الجزيرة، على خليج باريا.

## التاريخ
صنعت ليدي ماكليود في حوض بناء السفن الواقع في غلاسكو، حيث سُمّيت السفينة تكريمًا لزوجة الحاكم السير هنري ماكليود، وبدأت رحلتها من ميناء إسبانيا إلى سان فرناندو في نوفمبر 1845.
اشترت شركة تورنبول، ستيوارت وشركاه هذهِ الباخرة المجدافية، التي يبلغ وزنها 60 طنًا وقوتها 40 حصانًا. في عام 1846، اشتراها ديفيد برايس وأجّرها بعد بضع سنوات إلى اتحاد سان فرناندو.
في بداية عقد الخمسينيات من القرن التاسع عشر، انتهى احتكار البريد، ودخلت السفن الأمريكية والهولندية المنافسة. بعد شرائها أخيرًا، غرقت السفينة بالقرب من سان فرناندو عام 1854. تم استرداد جرس السيدة ماكليود، وتعرضهُ جمعية ترينيداد لهواة جمع الطوابع بانتظام.

## طابع البريد
بدأ البريد المحلي الخاص لسفينة ليدي ماكليود في العمل بمجرد بدء خدمته في شهر نوفمبر 1845. وكان هناك سعران: اشتراك شهري بقيمة دولار واحد، أو عشرة سنتات لكل رسالة.

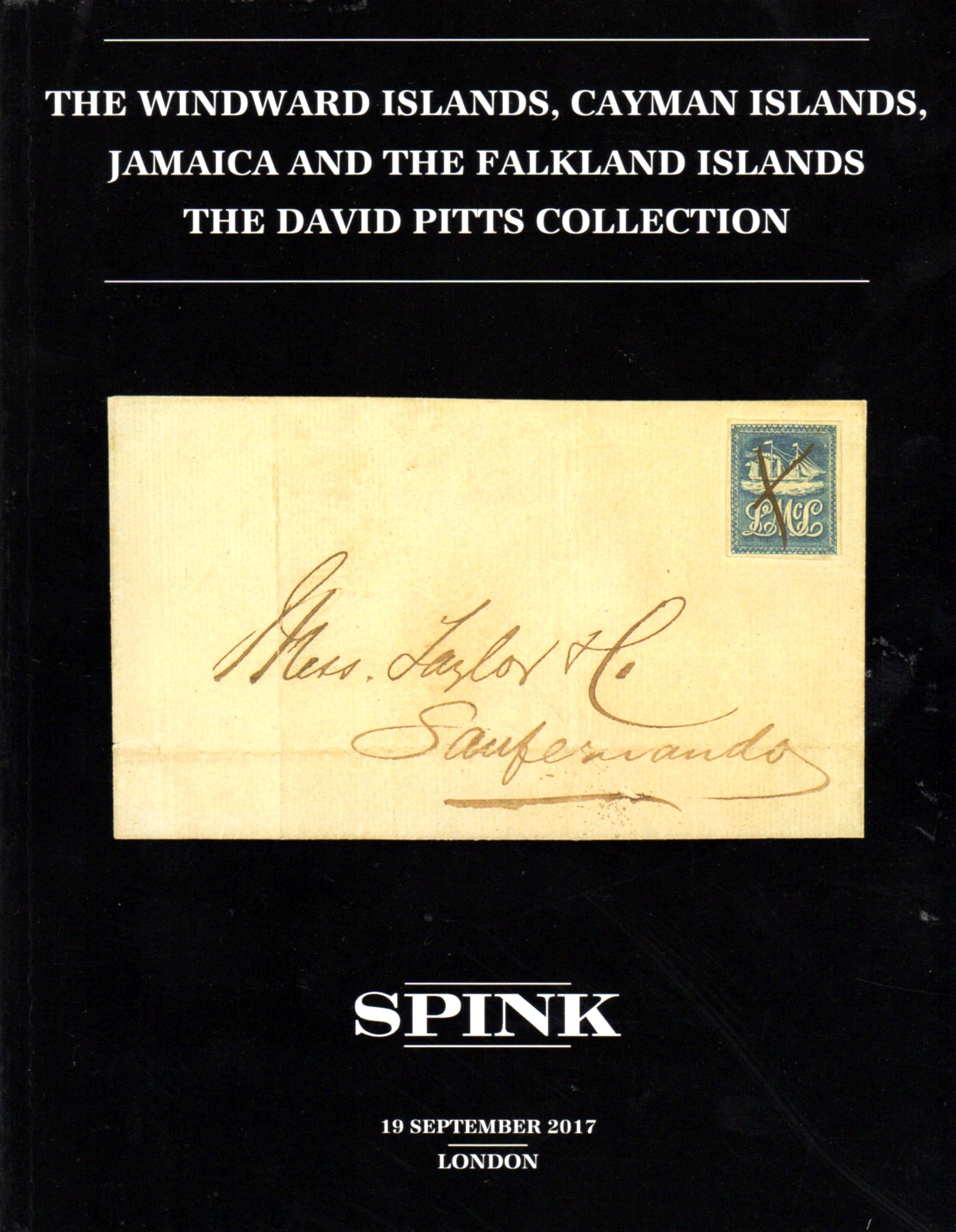
فهرس مزاد سبينك ديفيد بيتس

في أبريل من عام 1847، قرر برايس طرح طوابع بريدية تُباع بشكل فردي مقابل 5 سنتات، أو 4 سنتات عند الشراء بالجملة. اقتصرت سفينة "ليدي ماكليود" على نقل الرسائل التي تحمل طوابع بريدية، أو بريدًا مدفوعًا مسبقًا للمشتركين. كان رسم الطابع غير المثقوب عبارة عن سفينة بيضاء اللون على خلفية زرقاء، مع طباعة الأحرف الأولى "LMc L" أسفلها. طُبع الطابع بطريقة الطباعة الحجرية، وأُلغي الطابع بختم ذو رسم صليب يدويًا أو بتمزيق زاوية من الطابع.
في عام 1851، أصدرت المستعمرات البريطانية طوابعها الخاصة التي تحمل صورة بريتانيا قائمة.

## فهرس
- Courtney, Nicholas (2004). The Queen's Stamps. The Authorised History of the Royal Philatelic Collection. Methuen, (ردمك 0-413-77228-4), pages 48–50. The story inspired by a letter dated 2 June 1847, with a non cancelled Lady McLeod stamp, that the Duke of York, later King George V, acquired around the 1890s.
- Mackay, James. "Her ladyship's ship". Stamp Magazine #73-10: October 2007, page 59.